# Cicindela striga
Cicindela striga är en skalbaggsart som beskrevs av Leconte 1875. Cicindela striga ingår i släktet Cicindela och familjen jordlöpare. Inga underarter finns listade i Catalogue of Life.